# 蒸汽机

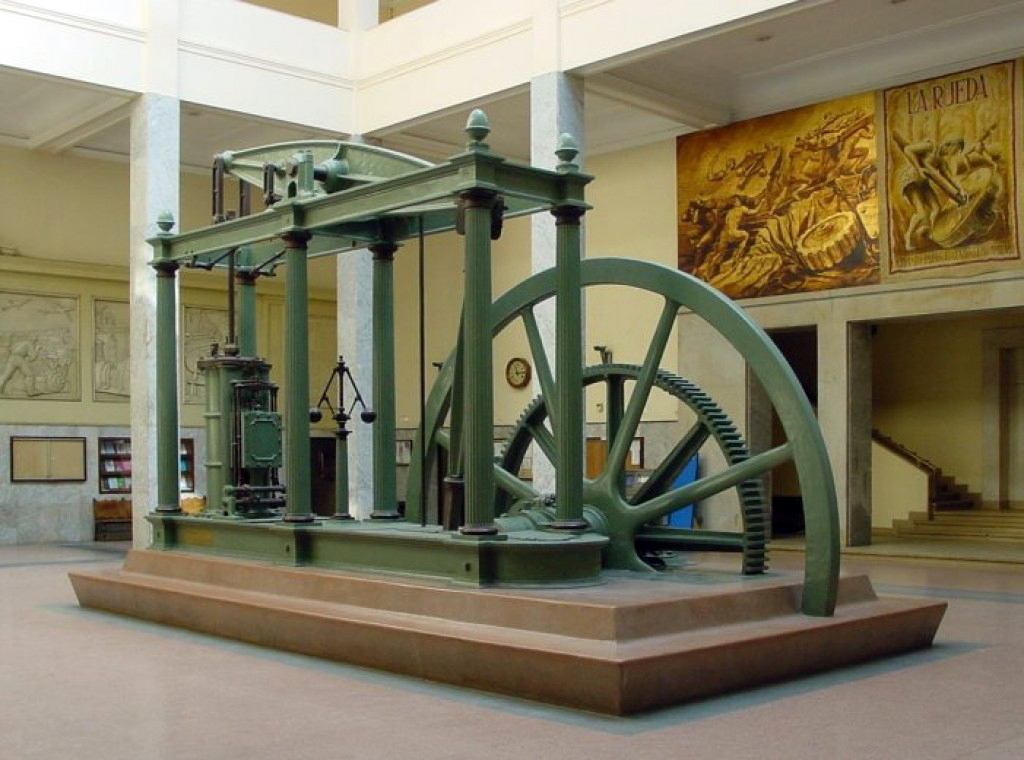
瓦特蒸汽機

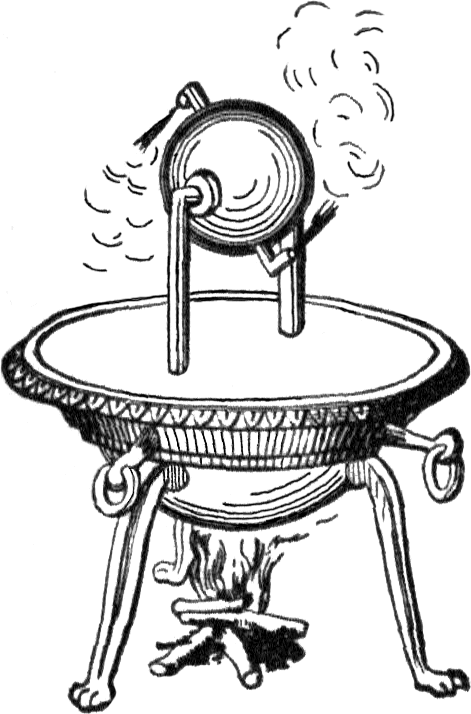
汽轉球

蒸汽机，是能够将水蒸汽中的動能转换为功的热机，由於其中的燃燒過程在熱機外部進行，屬於热机中的外燃機。泵、火車頭和轮船曾使用蒸汽机驱动。蒸汽机在工业革命中作用甚大，為其他機械提供動力 ，且其操作不受地理位置及天氣情況影響。 今天的核能發電及火力發電仍使用蒸汽渦輪發動機来將熱能轉換為電能。
蒸汽机需要一个使水沸腾产生高压蒸汽的锅炉，这个锅炉可以使用木头、煤、石油或天然气甚至垃圾作为热源。蒸汽膨胀推动活塞做功。

## 发明

紐可門蒸汽機

世界上第一台蒸汽机是由古希臘數學家亚历山大港的希罗于1世纪发明的汽轉球，它比工業革命早了二千年，但它只不过是个雏形而已，沒有任何用途。
约1679年法国物理学家丹尼斯·帕潘在观察蒸汽冒出他的高压锅后制造了第一台蒸汽机的工作模型。于此同时萨缪尔·莫兰也提出了蒸汽机的主意。1698年托马斯·塞维利、1712年托马斯·纽科门和1769年詹姆斯·瓦特改良出早期的工业蒸汽机，他们对蒸汽机的发展都做出了自己的贡献。1807年罗伯特·富尔顿第一个成功地用蒸汽机来驱动轮船。

## 使用和发展
早期蒸汽机使用蒸汽凝结时产生的真空做功，嗣後则以蒸汽膨胀来做功。
最初的真空蒸汽机被用来将矿井里的水抽出来。纽科门的蒸汽机将蒸汽引入气缸后阀门被关闭，然后冷水被撒入汽缸，蒸汽凝结时造成真空。活塞另一面的空气压力推动活塞。在矿井中联结一根深入竖井的杆来驱动一个泵。蒸汽机活塞的运动通过这根杆传到泵的活塞来将水抽到井外。
第一个巨大的改善是将气缸与凝结缸通过一个阀门分开。瓦特在伯明翰发明了这个改进。这个改进提高了蒸汽机的效率。下一个改进是将阀门的操作自动化。
这些早期的真空蒸汽机的效率有限，但它们比较安全，因为它们的压力比较低，在物质发生损坏的情况下机器向内收缩，而不是向外爆炸。它们的效率受外部气压、气缸变形、燃烧和沸腾的效率和凝结能力的限制。理论最高效率受水在普通大气压下比较低的沸腾温度限制。使用高温高压的蒸汽为蒸汽机的效率带来了巨大的提高。但这种蒸汽机比真空蒸汽机危险得多。锅炉和机器的爆炸造成了许多大事故。安全阀在这里带来了很大的改进，在压力过高的情况下安全阀放气减压。但真正保证安全只有依靠建造、运行和维护的经验和安全规则。

## 技术

### 锅炉
锅炉分两种：
- 火管造型被用在早期的船只和蒸汽机车的锅炉中。在火管式锅炉中，从燃烧室出来的热烟通过烟道由烟囱排出。这种锅炉需要一个比较高的烟囱。
- 水管造型的水由热气通过多个管道加热。这些管道在交换器的顶部流入一个蒸汽集合腔。水管锅炉的一个重要优点是它在破坏时造成的危险比较小，原因是因为锅炉里的水的量比较小，此外锅炉里没有多少会被磨损的运动的机械组成部分，一些水管锅炉在排烟道上还有一个热交换器来提高整个锅炉的热效率。

## 引擎
高压蒸汽机引擎有多种造型，但最主要的是往复活塞和汽轮机。

### 往复式

#### 双动

双动活塞
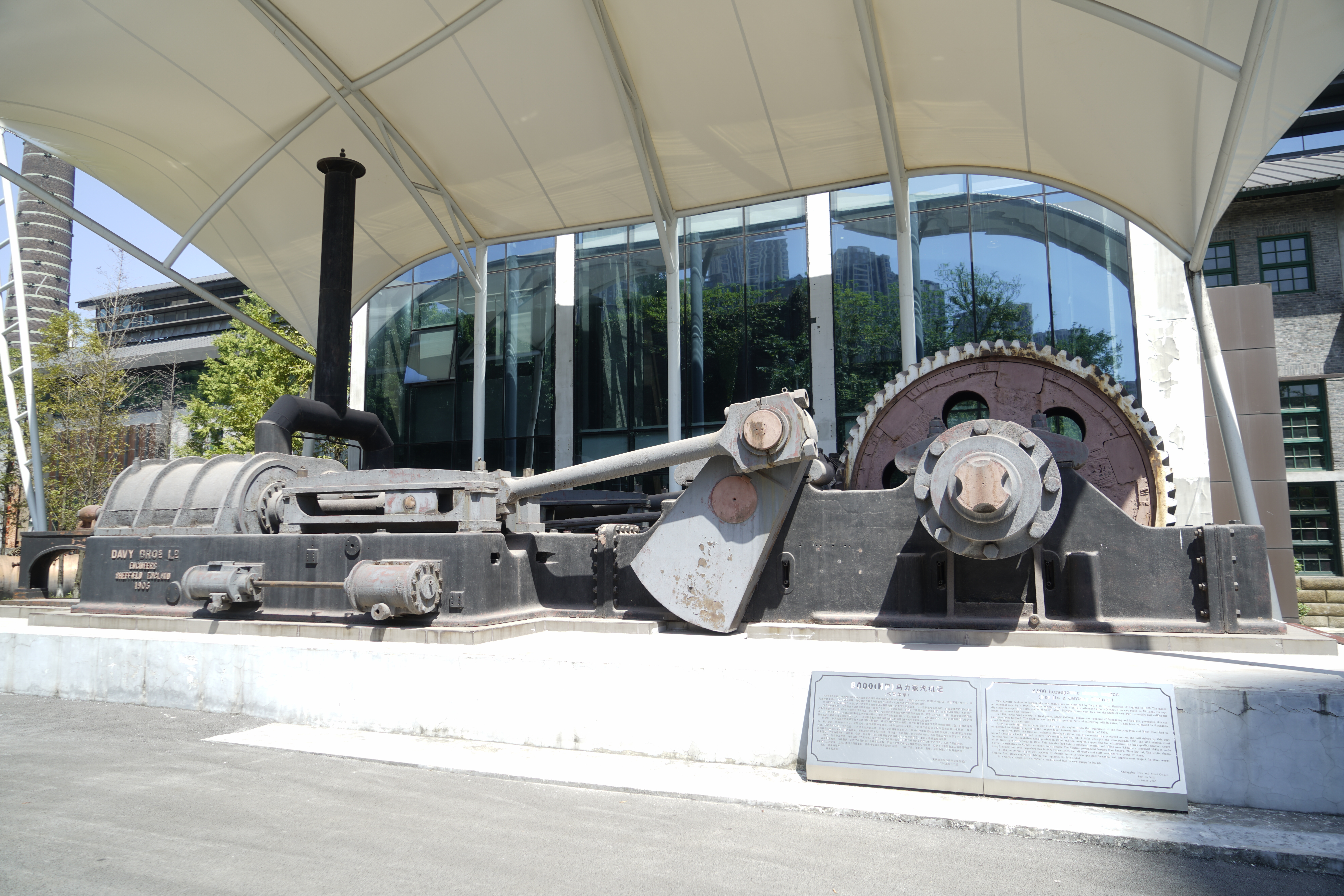
位于重庆工业博物馆的双动活塞蒸汽机，生产于1905年

带压蒸汽機发明后，下一个重要的改进是使用双动活塞，带压蒸汽在一个汽缸压力降低到普通大气压或在其凝结过程中可以推动另一个汽缸。大多数往复式引擎今天使用这个技术。汽缸完全封闭来防止蒸汽逃散。一根滑杆通过一根摇臂轴和曲臂将往复运动转换为旋转运动。另一个曲臂和轴承用来控制阀门。
假如两个双动活塞同时使用，一般它们的曲臂相正好差90度，这样一个引擎在任何时候都做功。

#### 多胀式蒸汽机

三胀式蒸汽机工作原理
红色是从锅炉引过来的高温蒸汽，依次通过三个汽缸做功后，进入冷凝器。

另一种蒸汽机由多个直径不断增大的单动汽缸组成。一般由三个汽缸组成。称为三胀式蒸汽机。
从锅炉出来的高压蒸汽首先推动第一个和最小的一个活塞（蒸汽首先在高压气缸做功）。当这个活塞开始回退时一部分扩张的蒸气被驱入第二个汽缸推动它的活塞（高压缸排出的蒸汽在中压气缸继续做功），这样继续使用在第一个汽缸膨胀的蒸汽。第三个汽缸则使用在第二个汽缸中膨胀的蒸汽（中压缸排出的蒸汽在低压气缸继续做功）。这些分级做功的方式是为了更加有效的利用蒸汽的内能。
因蒸汽流量不变，后两级随蒸汽压力减小气缸越来越大，对最后一级有时人们也使用两个小一些的气缸并联来取代最大的气缸，而保持总容积相同，以便于制造和安放。
这种蒸汽机尤其对海上的轮船非常重要，因为它的蒸汽经三个汽缸做功后不断减压，蒸气温度更低，更易冷凝然后以液态重新泵入锅炉加热。海上的轮船必须节约用水，因为它可能很长时间无法补充水，而陆上的蒸汽机则可以不断加水。一直到第二次世界大战大多数商船都使用这种蒸汽机。1905年以前所有的战舰也使用这种蒸汽机。它的总体效率较单胀式高，但后面两个中、低压气缸体积递增，使整台设备更为庞大，自重更重，功率密度降低，因此仅限于船用和固定的工业用途。

#### 单流蒸汽机
另一种往复式蒸汽机是单流蒸汽机。在这些蒸汽机中阀门由凸轮来控制。汽缸容积最小时入汽阀门打开。然后入汽阀门关闭，蒸汽膨胀。汽缸容积最大时汽缸侧面的排气阀门打开。这些排气口与凝结腔相连，它们使汽缸内的压力降低到大气压以下。轴承的惯性使活塞重新向上运动。单流蒸汽机总是组成蒸汽机组一起运行。单流蒸汽机入气口和出气口的温度恒定，不像其它蒸汽机那样不断变化。

### 汽轮机
高压汽轮机由一系列带有螺旋桨式的桨叶的转盘组成。这些旋轮与不动的定轮交替，定轮的作用是导引气流的方向。这样的蒸汽机比往复蒸汽机要平稳。其名稱又叫做蒸氣透平，主要作為發電機用的原動機。

### 旋转式
旋转蒸汽机是一种比较新的蒸汽机设计。比如螺杆膨胀机。

## 安全性
蒸汽机中有鍋爐及其他壓力容器，因此有許多潛在的安全性問題。過去蒸汽洩漏及鍋爐爆炸曾造成許多的傷亡。在不同的國家有許多的標準，藉由嚴格的法令、測試、訓練、生產、使用及認證來確保其安全性。
其失效模式有：
- 鍋爐內壓力過大
- 鍋爐的水不足，因此造成鍋爐過熱
- 因水垢等沈積物造成的局部熱點，常出現在河上的蒸汽机，用河裡的水作為工質。
- 由於建設或維護不當造成鍋爐壓力容器的失效。
- 因為蒸汽從鍋爐或管道中洩漏造成的燙傷。

蒸汽設備一般有兩套獨立的機制來確保鍋爐內的壓力不致過高，第一套可以由使用者調整，第二套則是最後的失效安全裝置。這類的安全閥一般是用一個簡單的槓桿連接到鍋爐上的洩壓閥，另一端槓桿連接重物或是彈簧，以控制鍋爐內的壓力，若壓力大於控制值，洩壓閥就會打開。早期洩壓閥可以由蒸汽机的操作員調整，因此當工程師為了讓蒸汽机產生更多能量而將調整閥門，允許更大的壓力，因此造成許多事故。最近的安全閥使用一個可調整的彈簧-負載閥，但是平常是鎖住不允許調整的，因此操作員無法直接調整安全閥，在運作上也比較安全操作。
鍋爐的頂蓋板可能會有鉛製的保险丝插塞，若鍋爐水位下降，鍋爐頂蓋板的溫度會上昇，少量蒸汽會漏出，警告操作員，操作員可能需要手動滅火。不過除了最小型的鍋爐外，蒸汽漏出對於減少火勢的幫助不大。而插塞的面積一般也沒有大到可以使蒸氣壓力明顯下降的程度。假如插塞的面積再擴大，漏出的蒸汽就有可能會危害操作員。

## 蒸汽机驱动的运输工具
1769年尼古拉·约瑟夫·居纽首次用他的“蒸汽车”展示了自动的蒸汽车的可行性。这辆车可以说是第一辆汽车。这辆车作为运输工具不太有用，但用来拖农具却很不错。
一直到20世纪初蒸汽机汽车依然可以与其它驱动方式的汽车抗衡。今天大多数汽车是用内燃机驱动的。蒸汽机汽车最大的缺点是它至少需要30秒钟时间来获得足够的压力。
世界上第一列蒸汽机火车是1804年2月21日理查德·特拉维斯克在威尔士展示的。

## 优点
现代蒸汽机的最大的优点是它几乎可以利用所有的燃料将热能转化为机械能，比最初的蒸氣機轉換效率提升許多。不像内燃机那样对其燃料很挑剔。此外没有蒸汽机的话原子能難以低成本地被使用。原子反应堆既不直接产生机械能、电能，原子反应堆实际上只是產生熱並加热水，水沸腾后產生的蒸汽通过蒸汽机来转化为有用的功。蒸汽不一定需要通过燃烧来产生，比如使用太阳能聚热器也可以产生蒸汽推动蒸汽机。
另一种有类似优点的小巧的外燃机是斯特林发动机。其缺点是它在许多情况下难以运行。现代的混合动力汽车就是为了弥补这个缺点而设计的。
尤其在高山上蒸汽机机车的优点显著，因为它们也可以在比较低的气压下运行。当南美洲将用柴油-电力机车取代它们的蒸汽机车后这一点就被发现了。在高山上他们不得不使用功率比较高的柴油机车。
在瑞士和奥地利新的齿轨铁路使用现代的蒸汽机，这些蒸汽机只需要一个人来运行，比起过去的蒸汽机它节省60%的燃料，比起电力机和柴油机它轻50%，因此对齿轨的磨损小得多。在日内瓦湖上也有一艘新的蒸汽机船，它是世界上第一艘遥控的蒸汽机船。

## 蒸汽机的循環

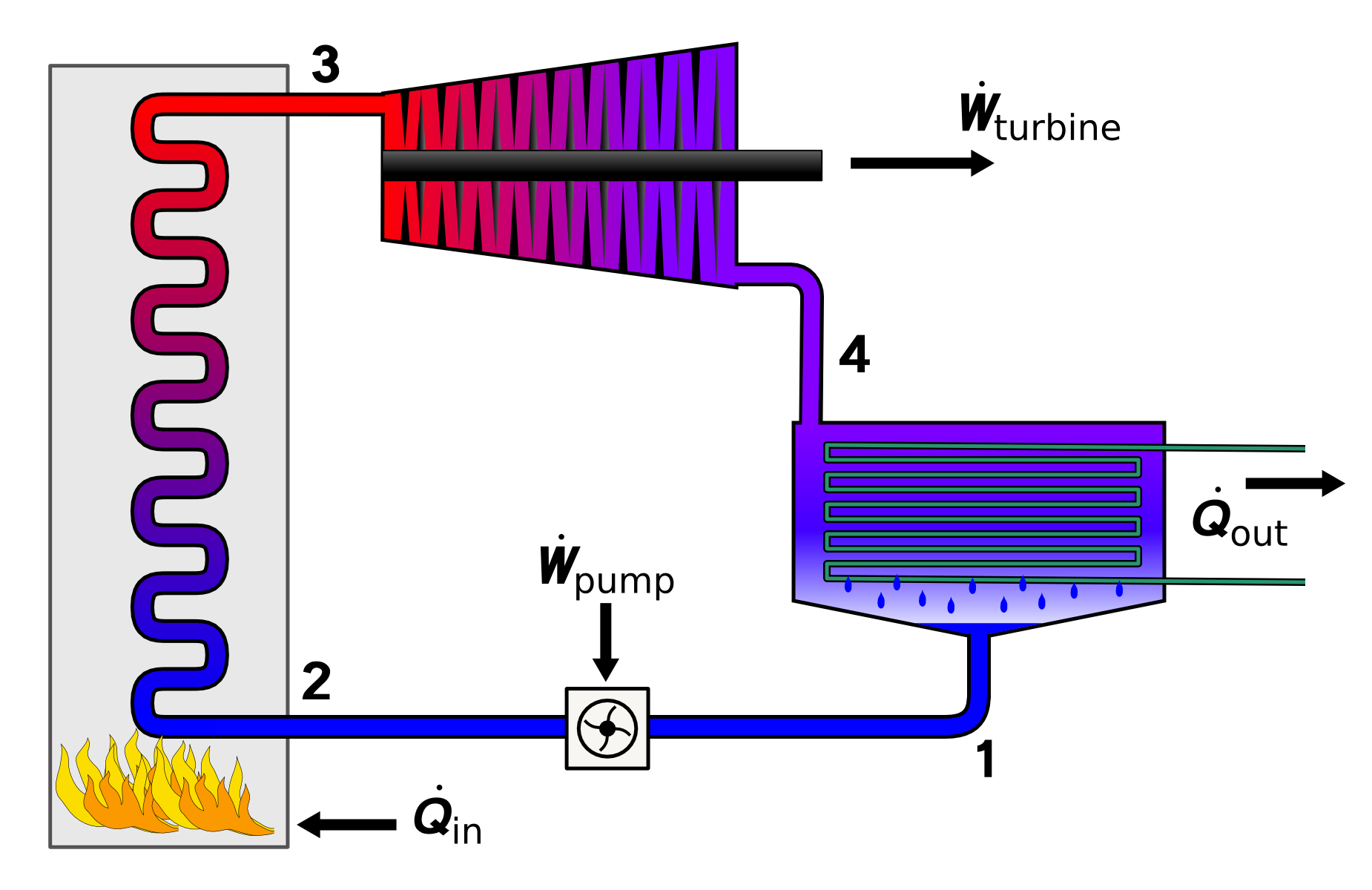
由四個主要元件形成的朗肯循环。1.給水泵浦 2.鍋爐或蒸汽產生器 3. 引擎或渦輪機 4. 冷凝器。其中Q為熱能，W為作功，大部份的熱都變成無法作功的廢熱

朗肯循环是蒸汽机的基本熱力學循環，其中用到了在簡易發電設備中常用的元件，並且用到了水的相變化（將水煮沸產生水蒸汽，將水蒸汽冷凝產生液態水）來實現熱和功的轉換。熱能由外界加入此封閉工質迴路中，廢熱會由冷凝器排出。幾乎所有的發電應用都是使用朗肯循环。在1990年代，世界上約90%的電力是由朗肯循环產生的，幾乎包括了所有使用太陽熱能、生质能、火力、核能的發電廠。朗肯循环得名自蘇格蘭的博学家威廉·约翰·麦夸恩·兰金。

## 效率
以前量測蒸汽机的效率是用「duty」來計算，duty的概念最早是由瓦特引進，為了要描述他蒸汽机的效率比纽科门蒸汽机效率提昇了多少效率。duty是燃燒一蒲式耳（約94磅）的煤可以輸出多少英尺-磅的功。纽科门蒸汽机最好的duty約有七百萬，但大部份只有五百萬。瓦特最早的低壓蒸汽机設計是可以提供到最多二千五百萬的duty，但平均只有一千七百萬，即使如此，就已經是纽科门蒸汽机的三倍。瓦特的高壓蒸汽机早期可以提升到六千五百萬的duty。
現在蒸汽机的效率定義為蒸汽机產生的機械功除以燃燒燃料產生能量之間的比值。根據熱力學第二定律，任何纯热机的效率无法超过卡诺循环的效率。而卡诺循环的效率与循环中的温差有关。因此蒸汽机的蒸汽温度越高（過熱蒸汽），而其做功后蒸汽温度越低，其溫差越大，它的效率就越高。
蒸汽机用的朗肯循环，其熱效率又被工作流體所限制。若壓力沒有超過工作流體的臨界壓力，蘭金循環可以運作的溫度範圍其實很小。在蒸汽机中，因為考慮不锈鋼的潛變限制，蒸汽入口處的溫度只能高到565°C，而冷凝器的溫度約為30度，其理論的卡諾效率約為63%，但現代燃煤的火力發電廠效率只到42%。由於其入口溫度低於燃氣渦輪發動機的溫度，也使得蘭金循環常是氣機-蒸汽联合循环中的最後一級循環。
实际上一个将使用后的蒸汽直接排入大气的蒸汽机（包括锅炉）的效率可以达到5%，加上冷凝器效率可以提高到25%或更好。一个使用废气加热的发电站可以达到30%的效率。首先让燃气推动一个燃气轮机后再进入锅炉的装置可以达到60%的效率。热电联产装置利用余热供暖，综合热效率可达90%。
降级效率的原因之一是冷凝器的温度比周围温度高。通过使用热交换器使用余热来预热空气可以降低这个损失。
蒸汽机不一定需要蒸汽来操作，任何高压气可以用来操作蒸汽机。有时人们用高压气来操作小的模型来测试一个新型式的可行性。

## 外部連結
- Wilesco Mamod Jensen Steam Enignes （页面存档备份，存于）

- Mamod Model Steam Engine and Train Products and Accessories  （页面存档备份，存于）
- Interactive Animation and Download Files for School （页面存档备份，存于） (German, English, Spanish)